# Frauke Hilgemann
Frauke Hilgemann (* 4. März 1965 in Hamburg) ist eine deutsche Ministerialbeamtin. Sie war von 2021 bis 2022 Staatssekretärin in Mecklenburg-Vorpommern, zunächst im Ministerium für Wirtschaft, Arbeit und Gesundheit, anschließend im Ministerium für Soziales, Gesundheit und Sport.

## Leben
Nach dem Abitur 1984 in Wentorf bei Hamburg studierte Hilgemann von 1985 bis 1991 Volkswirtschaftslehre an der Universität Hamburg, Göttingen. Sie schloss ihr Studium als Diplom-Volkswirtin ab. 
Ab September 1991 arbeitete sie als Pressesprecherin des Kultusministers des Landes Mecklenburg-Vorpommern, Oswald Wutzke. Ab November 1992 war sie persönliche Referentin der Kultusministerin des Landes Mecklenburg-Vorpommern, Steffie Schnoor. Von Dezember 1994 bis Februar 1997 war sie Büroleiterin von Jürgen Seidel, der bis Mai 1996 zunächst Minister für Bau, Landesentwicklung und Umwelt und anschließend Wirtschaftsministers war. Von Februar 1997 bis Februar 2004 befand sich Hilgemann in Elternzeit. Anschließend war sie von Februar 2004 bis Juli 2013 Referentin im Wirtschaftsministerium in den Bereichen Tourismus, Haushalt, Unternehmensansiedlungen.
Ab Juli 2013 war Hilgemann schließlich Leiterin des Referats Grundsatzangelegenheiten der Wirtschaftsförderung im Wirtschaftsministerium. Unmittelbar vor ihrer Ernennung zur Staatssekretärin war sie zuständig für den Aufbau der Impfzentren und den Impfstart in Mecklenburg-Vorpommern während der COVID-19-Pandemie in Mecklenburg-Vorpommern.
Ab Januar 2021 war Hilgemann Staatssekretärin im Ministerium für Wirtschaft, Arbeit und Gesundheit des Landes Mecklenburg-Vorpommern mit der Zuständigkeit für Gesundheit. Sie folgte Sibylle Scriba nach, die für acht Monate aus dem Ruhestand zurückgekehrt war, um bei der Pandemie-Bekämpfung zu helfen. Am 15. November 2021 wurde Hilgemann zur Staatssekretärin im Ministerium für Soziales, Gesundheit und Sport im Kabinett Schwesig II ernannt. Sie war Staatssekretärin für die Bekämpfung der Corona-Pandemie und übte diese Tätigkeit bis zum 31. Mai 2022 aus. Am 1. Oktober 2023 übernahm sie die Leitung der Abteilung für Soziales und Integration im Ministerium für Soziales, Gesundheit und Sport.